# Kenneth Radnofsky
Kenneth Radnofsky (* 31. Juli 1953 in Bryn Mawr/Pennsylvania) ist ein US-amerikanischer klassischer Saxophonist und Musikpädagoge.
Radnofsky studierte an der University of Houston bei Jeffrey Lerner und bei Joseph Allard am New England Conservatory, wo er seit 1976 selbst unterrichtet. Weitere Lehrer waren David Salge, Steven Hoyle, Terry Anderson und Duncan Hale. Von 1983 bis 1992 unterrichtete er an der Boston University Saxophon und Kammermusik, von 1984 bis 1997 als Gastprofessor Saxophon an der University of Hartford. Am Boston Conservatory ist er (nach einer vorangegangenen Lehrtätigkeit 1984–88) seit 1992 Professor für Saxophon und Kammermusik, an der Longy School of Music seit 2002 Professor für Saxophon.
Mit Claudio Dioguardi installierte Radnofsky ein Unterrichtsprogramm für Saxophonisten in Venezuela. Außerdem gab er auch Kurse und Meisterklassen in Brasilien, der Türkei, Israel, Taiwan und China. Er ist Präsident der Boston Woodwind Society und neben Michael Couper Mitbegründer der RCEditions, eines auf Musik für Holzbläser spezialisierten Verlages.
Nach seinem Debüt als Solist im Alter von 24 Jahren mit dem Boston Symphony Orchestra unter Seiji Ozawa trat er mit zahlreichen weiteren namhaften Orchestern wie dem Boston Pops Orchestra, dem Baltimore Symphony Orchestra, dem Philadelphia Orchestra, der Sächsischen Staatskapelle Dresden und dem Gewandhausorchester auf und unter der Leitung von Dirigenten wie Gennadi Roschdestwenski, Michael Tilson Thomas, Kurt Masur, Eugene Ormandy, Colin Davis, Leonard Slatkin, André Previn und Bernard Haitink. Er ist Gründer des Boston Saxophone Quartet und arbeitete als Kammermusiker auch mit dem Portland String Quartet, den Boston Symphonia Chamber Players, dem Blue Light Trio und anderen zusammen.
Radnofskys besonderes Interesse gilt der zeitgenössischen amerikanischen Musik. Er vergab mehr als einhundert Kompositionsaufträge und spielte zahlreiche Uraufführungen neuer Werke für das Saxophon. Mit mehr als 40 in verschiedenen Ländern beheimateten Saxophonisten gründete er die World-Wide Concurrent Premieres, Inc., die mit Aufträgen junge Komponisten fördert.

## Liste uraufgeführter Werke
- Osnat Netzer: Concerto Luce Cantabile, 2017
- Jakov Jakoulov: Melancholic Landscapes, 2017
- Fran Trester: Trio, 2017
- Lyle Davidson: Phoenix Cycle, 2017
- Dave Amram: Three Lost Loves für Saxophon, Geige und Klavier, 2016
- Jakov Jakoulov: Orpheus Descending für Tenorsaxophon, Cello und Klavier, 2016
- Yang Yong: Lyric Dialogue für Saxophon und Cello, 2015
- Jakov Jakoulov: Trio für Tenorsaxophon, Cello und Klavier, 2015
- Dave Amram:  Greenwich Village Portraits, 2014
- Jeremy VanBuskirk: Sax and Electronics, 2013
- Shih-Hui Chen: Fantasia on Theme of Plum Blossoms, 2012
- Baris Perker: Concerto, 2012
- James Yannatos: Concerto, 2012
- Goran Daskalov: Macedonian Dance, 2012
- John McDonald: Saxophone Quartet #2, 2012
- Juan Ruiz: Lejanias und venida La Playa für Saxophon und Cello, 2011
- John McDonald: Reunion In Solos And Duets: Flute And Alto Saxophone,  2011
- Christian Yufra: Desesperacion, Ayelen, Huellas en el Camino, La Fresca, Amanecer für Saxophon, Flöte und Klavier, 2010
- Betty Olivero: Kriot für Saxophon und Orchester, 2008
- Gil Shohat: Quintet für Saxophon und Streichquartett, 2008
- Lei Liang: Yuan für Saxophonquartett, 2008
- Michael Gandolfi: Concerto für Saxophon und Orchester, 2005
- Eric Sawyer: Quartet für Saxophone, 2004
- John Morrison: Quartet für Saxophone, 2004
- Fran Trester: Quartet für Saxophone, 2004
- John McDonald: Quintet für Saxophon und Streichquartett, 2004
- Shih-Hui Chen:  Plum Blossoms für Saxophon und Klavier, 2004
- Dana Brayton: Coyote Dreams für Saxophon und Orchester, 2004
- Pasquale Tassone: Five Movements für Altsaxophon und Klavier, 2004
- Curtis Hughes: Myopia 2 für Saxophonensemble, 2004
- Felipe Lara: Quartet für Saxophone, 2004
- Stan Hoffman: Hymn to the Sun für Saxophonensemble, 2003
- Armand Qualliotine: Love Feast of the Fireflies für Sopransaxophon und Klavier, 2003
- John McDonald: Capriccetti für Saxophon und Klavier, 2002
- Gunther Schuller: Duo Concertante für Cello und Klavier, 2002
- Colin Stack: Several Shades of Reflectionfür Saxophonensemble, 2002
- Elliott Schwartz: Mehitabel’s Serenade für Saxophon und Orchester, 2001
- John McDonald: Prologue in the Form of a Qaddish, 2001
- Michael Colgrass: Dream Dancer für Saxophon und Blasorchester, 2001
- John McDonald: Barrier Music für Saxophon, Cello und Klavier, 2000
- Shih-Hui Chen: Twice Removed für Saxophon solo, 2000
- Lei Liang: Extend für Saxophon und Guanzi, 2000
- Andy Vores: Night Life für Saxophon, Cello und Klavier, 2000
- Jakov Jakoulov: The Snow Queen für 12 Hände, 2 Klaviere, 1999
- Michael Colgrass: Chameleon für Saxophon solo, 1999
- Donald Martino: Piccolo Studio für Saxophon solo, 1999
- Dave Amram: Prologue and Scherzo für Saxophon solo 1999
- Gunther Schuller: Sonata für Saxophon und Klavier, 1999
- Jakov Jakoulov: Concerto für Saxophon und Streichorchester, 1999
- Jakov Jakoulov: Bernstein Anniversary für Saxophon und Klavier, 1999
- Yang Yong: Beyond the Mountains für Saxophon und Orchester, 1998
- Armando Qualliotine: Terzetto für Saxophon, Cello und Klavier, 1998
- Pasquale Tassone: Divertimento für Saxophon und Klavier, 1998
- Michael Horvit: Land of Dreams für Saxophon, Stimme und Chor, 1998
- Yehudi Wyner: Trio für Horn, Cello und Klavier, 1997
- Frank Ticheli: Blue Shades für Klarinette und Band, 1997
- Jaime Fatas: Flamenco sin Limites für Saxophon solo, 1997
- Larry Thomas Bell: Mahler in Blue Light, Trio für Saxophon, Cello und Klavier, 1996
- John Harbison: San-Antonio, Sonate für Altsaxophon und Klavier, 1995
- Vincent Plush: Gershwin on Folly Island für Saxophon solo und CD, 1994
- Christopher Theofanidis: Concerto "Netherland", 1993
- Georgy Dmitriev: Concerto "Labyrinth", 1992
- Lee Hoiby: Three Women für Sopran, Saxophon und Klavier, 1987
- Donald Martino: Concerto für Altsaxophon und Kammerorchester, 1987
- Morton Subotnick: Concerto für elektrisches und akustisches Saxophon und Orchester, 1987
- Milton Babbitt: Whirled Series, Sonate für Saxophon und Klavier, 1987
- Allen Johnson: Nightsong für Saxophon und Klavier oder Kammerorchester, 1986
- Matthew Marvuglio: Improvisations on Summertime für Saxophon solo, 1986
- Roger Bourland: Quintet für Sopransaxophon und Streichquartett, 1985
- Gunther Schuller: Concerto für Saxophon und Orchester, 1984
- Roger Borland: Far in the Night für Sopransaxophon, Fagott und Streichorchester, 1983
- Ezra Sims: Sextet, 1982
- Ezra Sims: Solo for Saxophone, 1981
- David Polansky: Madness in 3 Episodes für Saxophon solo, 1981
- Shirish Korde: Spiral qfwfq für Bassklarinette solo, 1981
- Dave Amram: Concerto für Saxophon und Orchester, 1981
- Alan Hovhaness: Concerto für Sopransaxophon und Streichorchester, 1981
- Thomas Oboe Lee: Sourmash 2 für Saxophon und Klavier, 1981